# Stromness (Südgeorgien)

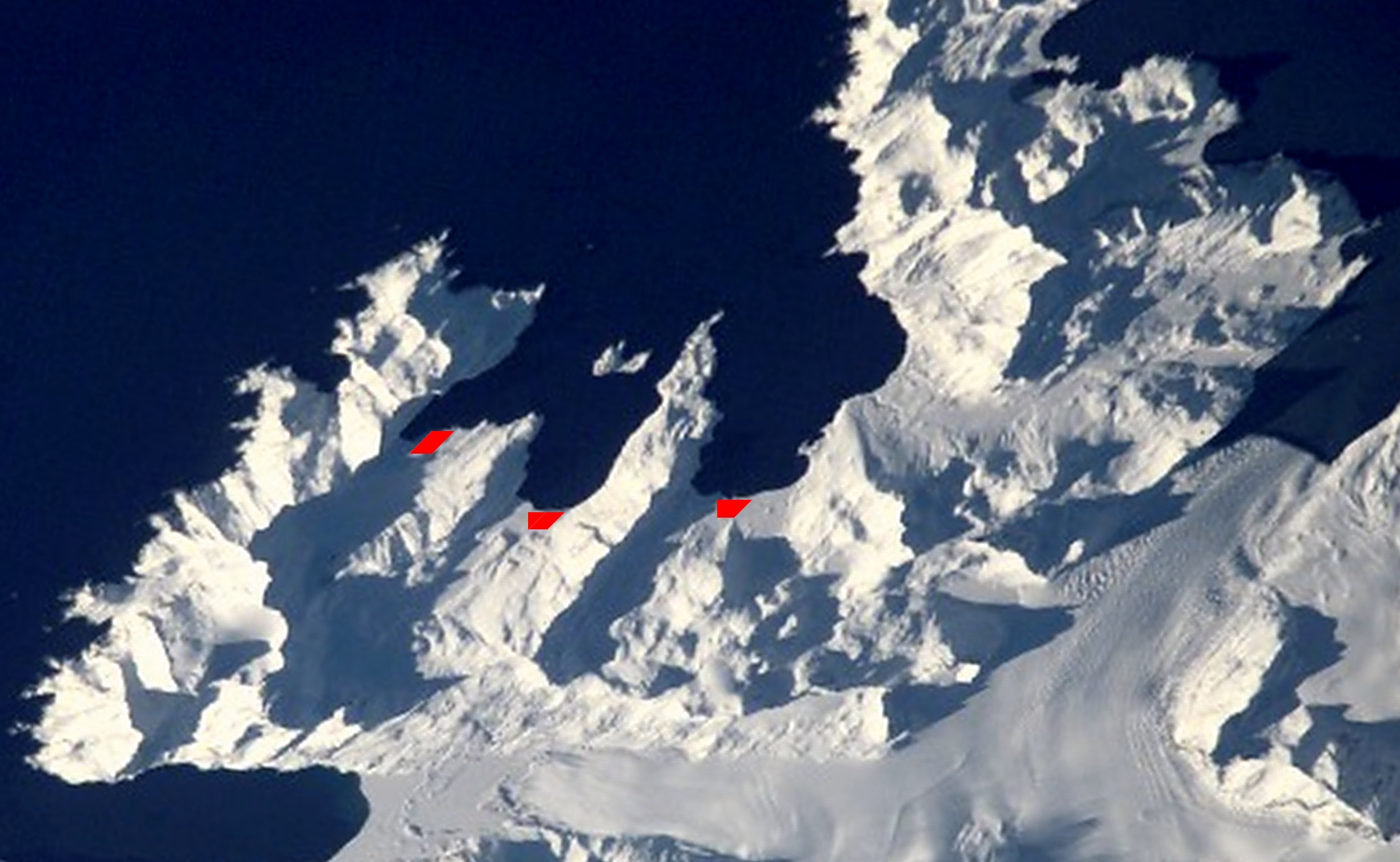
Stromness Bay mit (von rechts nach links) Husvik, Stromness und Leith Harbour (NASA-Bild).

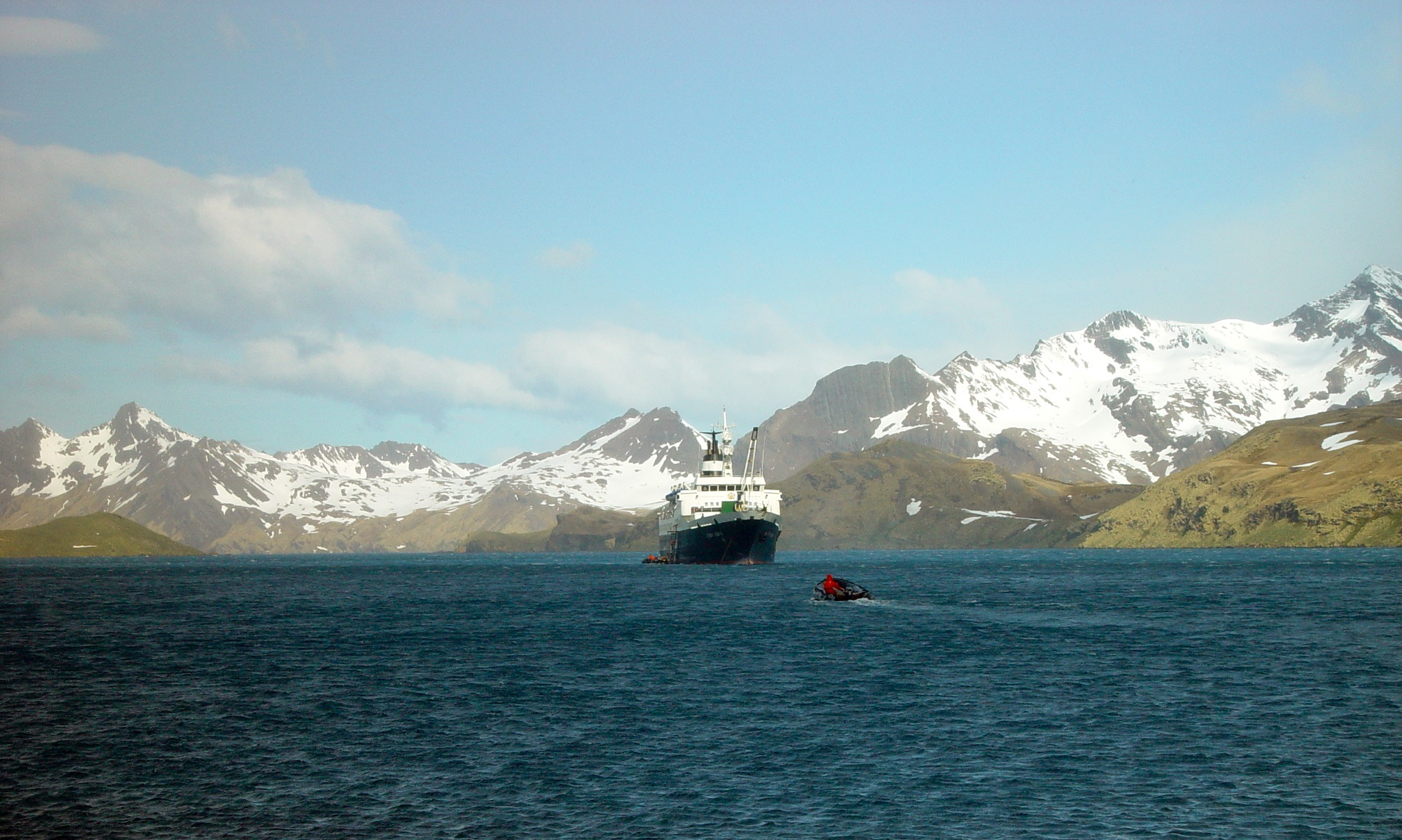
Stromness Bay im November 2002

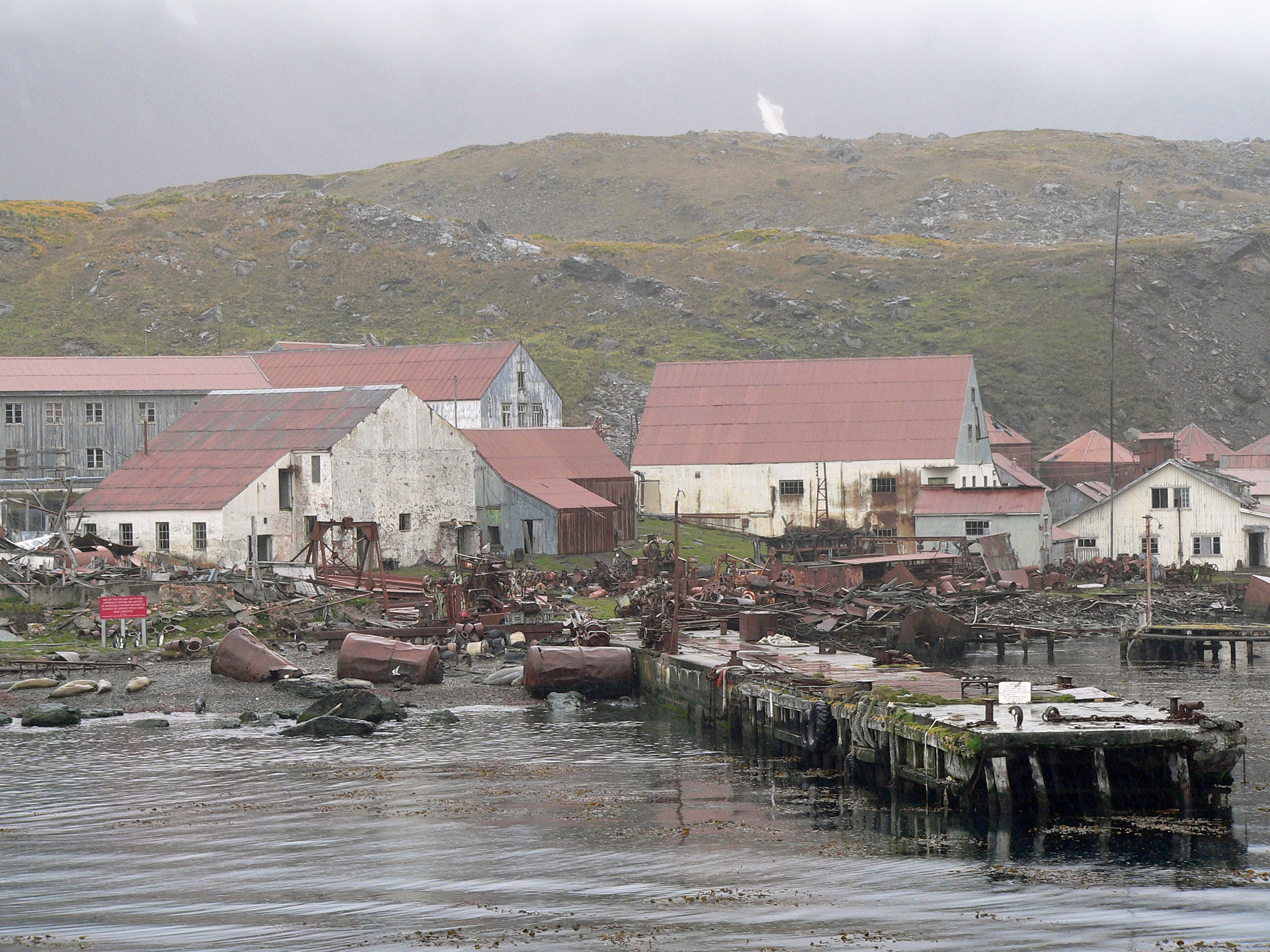
Ruinen der Walfangstation

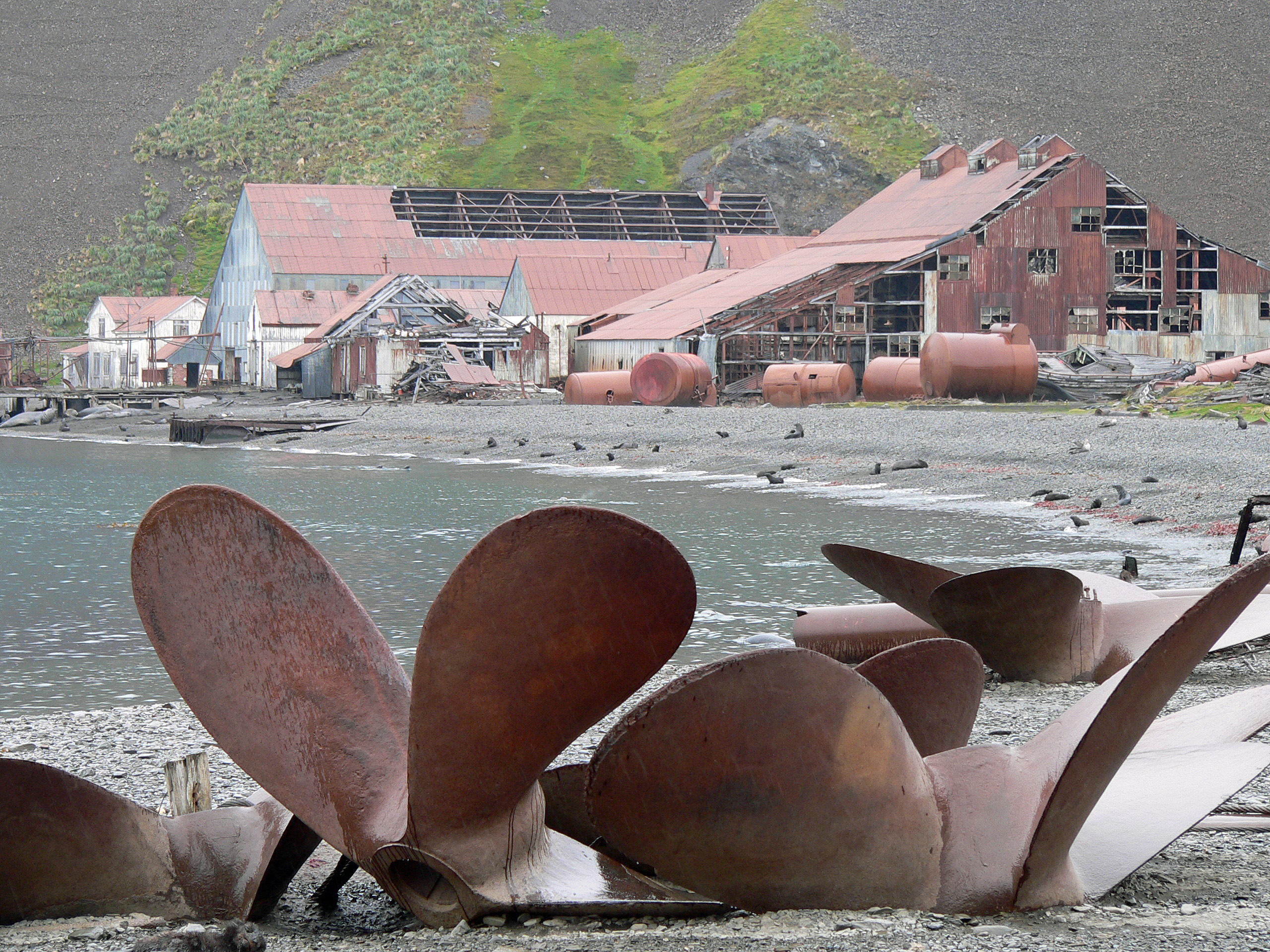
Ruinen der Walfangstation

Karte von Südgeorgien

Stromness ist eine ehemalige Walfangstation in der Stromness Bay an der Nordküste Südgeorgiens im Südatlantik. Historische Bedeutsamkeit erlangte die Station, als Ernest Shackletons Reise in einem offenen Boot über die Scotiasee hier 1916 nach Durchquerung der gebirgigen Insel von Süd nach Nord ihr glückliches Ende fand. 
Stromness ist der mittlere der drei Häfen an der Westseite der Stromness Bay. Auf alten Karten erschien der Name Fridtjof Nansen oder Nansen für die Station, doch etwa seit 1920 wird der Name Stromness konstant benutzt. 
Etwa 2,5 Kilometer vor dem Hafen liegt die unbewohnte Insel Grass Island.

## Geschichte
1907 wurde durch die norwegische Sandefjord Hvalfangerselskab eine „schwimmende Fabrik“ zur Walverarbeitung in Stromness errichtet, 1912 wurde die Landstation gebaut, die auch über eine Schmalspurbahn verfügte (dazu Eisenbahnen auf Südgeorgien). Die Station wurde von 1913 bis 1931 als Walfangbasis betrieben und dann von der South Georgia Company zu einer Schiffsreparaturwerft mit Werkstätten und einer Gießerei umgewandelt. 1961, als Walfang und -verarbeitung durch Überfischung nicht mehr lohnend war, wurde der Ort verlassen.
1916 landete Ernest Shackleton mit einer kleinen Mannschaft nach einer anstrengenden Reise von Elephant Island im 7,5 Meter langen Beiboot James Caird in der King Haakon Bay an der unbewohnten Südküste Südgeorgiens. Shackleton überquerte dann mit Tom Crean und Frank Worsley das gebirgige und vereiste Landesinnere, um die bewohnte Nordküste der Insel zu erreichen und dort Hilfe für die zurückgelassene Mannschaft zu suchen. Nach 36 Stunden Trekking erreichten sie das Verwaltungszentrum von Stromness, wo der norwegische Leiter der Walfangstation lebte. Dieses Gebäude wurde scherzhaft als „Villa in Stromness“ bezeichnet, da es verglichen mit seiner Umgebung relativ luxuriös war. Shackletons Mission gelang; alle Männer, die auf Elephant Island verharrten, wurden gerettet.
In den Jahrzehnten nach seiner Schließung verfiel Stromness langsam; von vielen Gebäuden sind nur noch Ruinen übrig. Wie die Walfangstationen von Leith, Husvik und Prince Olav Harbour wurde auch Stromness aus Sicherheitsgründen für Touristen gesperrt. Die Gefahr geht von baufälligen und asbestverseuchten Gebäuden aus. Besucher dürfen sich höchstens 200 Meter entfernt von den Gebäuden und Einrichtungen aufhalten.
Das Ufer der Stromness Bay ist von Walknochen übersät. In den Walfang-Stationen wurden die Wale abgespeckt, die Reste aber aufs Meer hinausgeschleppt. Die Kadaver trieben wieder an Land an, verwesten dort oder wurden von Vögel gefressen, bis nur noch Skelette übrig waren.
In den Jahren 2012 bis 2014 wurden die „Villa“ untersucht und Maßnahmen eingeleitet, um den Verfall dieses historisch bedeutenden Gebäudes aufzuhalten.
Außerhalb von Stromness befindet sich ein kleiner Walfängerfriedhof mit 14 Grabsteinen.

## Trivia
Der Musiker Hauschka hat ein Musikstück, das diesem Ort gewidmet ist, auf seinem Album Abandoned City veröffentlicht.